# 京王百貨店新宿店
京王百貨店新宿店（けいおうひゃっかてんしんじゅくてん）は、東京都新宿区にある京王百貨店が運営する百貨店である。

## 概要
戦後、新宿はいわゆる盛り場として娯楽とショピングの街に成長を遂げていくが、昭和30年代に入ると、新宿駅西口一帯を新しいビジネスセンターに育てようという機運が出てきた。東京都が「新宿副都心建設計画」を発表したのは1960年6月だが、すでにこの考えは、東京都をはじめ、新宿に拠点を持つ企業に芽生えており、京王帝都電鉄（現在の京王電鉄）もその一つだった。
京王帝都電鉄（京王電鉄）は、新宿駅の増改築を図るにあたって、新宿の新しいまちづくりに沿う抜本的な改造を計画した。増大する乗降客ですでに飽和状態に陥っていた新宿駅だが、これをたんに増改築するのではなく、そっくり地下に移すという構想であった。駅を地下1・2階とする地上8階建ての駅ビル（京王ビル）を建設するというものである。京王ビルは、地上8階・塔屋4階・敷地面積7,559平方メートル、延べ建築面積約8万平方メートルで、総工費90億円、3年半の月日を費やし、1964年（昭和39年）10月竣工した。
建物に入居する京王百貨店は、1961年3月に設立され、京王ビルの建設の進行に伴って、1964年4月に地下食品部（デパ地下）がまず開業し、11月1日に全館開業した。全館開店当日は来店客約45万人、売上約7,000万円を記録した。京王百貨店における1号店で本店格の店舗であり、現在も登記上の本店である。
開業に際しては、髙島屋と資本・業務提携を結び、従業員教育や仕入れなどの百貨店経営のノウハウを導入。開業翌年には売場面積を約80パーセント拡大し、1967年には、さらに売場面積を広げて4万平方メートルとした。これによって売上は年商200億円に迫り、この売上高は、銀座松屋を抜いて都内8位に位置するものだった。
1976年3月10日に開業した「京王モール」とは、地下フロアで繋がり、京王モール経由で都営地下鉄新宿線・大江戸線新宿駅や小田急エースなどとも接続する。

### 髙島屋からの自立
1996年10月のタカシマヤタイムズスクエア（新宿髙島屋）の新宿進出に伴って、髙島屋から自立し、中高年顧客を重視すると共に一般市民の日常生活に対応した「新・大衆百貨店」をコンセプトとして1994年6月に改装を行って、独自色を打ち出し始めた。この「新・大衆百貨店」としてセーターやブラウス及びパンツといった品目別の構成を行った「スタイルブック」などの平場と呼ばれる単品編集売り場や自社で運営するセルフサービス方式の総菜売場「デリカ亭」 など独自の売場作りを展開している。
また、日本の百貨店では初となる耐震補強 や4階の中高年女性向けの婦人服フロアは一角に休憩室を設置しただけでなく売場の壁沿いにも椅子を並べて疲れたときに休憩が採りやすいようにしたり、手すりや鞄を置ける棚が設置された他店よりもやや大きめの試着室も設置しているほか、全身が映る鏡があってパウダーコーナーや家族連れで来店する客を想定して男児を想定した男子トイレも設置した女子トイレを設置するなど細かな配慮をして 、ユニバーサル化を進めた。
裾を切ることによってシルエットが変わってしまうことや試着室でサイズ調整して修理の手間が掛かることを避けるために2センチ刻みで商品化した中から選べる「レングスパンツ」や20～30歳の女性をバイヤーとデザイナーに起用して自分の母親に着てもらいたい感覚の商品開発をコンセプトに若い世代の流行を採り入れながら年代による体型変化も考慮して40から50代を対象に設定した「トライアングル」、「オンリーアット京王」などのプライベートブランド(PB)も日本の百貨店としてはいち早く導入して展開している。
また、阪神百貨店との提携により2002年7月に新宿店7階玩具売場に首都圏で唯一の「阪神タイガース公式ショップ」を開設したほか、2007年4月にラスクのガトーフェスタハラダの直営店、2009年10月にオットージャパン初の実店舗「オットー・コレクション」、2011年10月に「通販生活」のブランドで知られるカタログハウス初の実店舗である「カタログハウスの店 セレクト」を開設させるなど他の百貨店に導入されていない独自のインショップの導入による集客力向上も図っている。
こうした様々な対応の結果2004年9月時点で全国百貨店平均38.5%とほぼ同じ39.2%を衣料品で売上げつつ4階の中高年女性向けの婦人服フロアでは65歳以上が63%で50歳以上86.5%とすると同時に全店売上の約70%を50歳以上の顧客が占めるなど目標通り中高年層の支持を獲得することに成功し、新宿店は店舗面積が41,294m2で伊勢丹新宿店の64,296m2や小田急百貨店新宿店の57,316m2、高島屋新宿店の51,913m2という競合店を下回る にもかかわらず、「新宿百貨店戦争」と称された激しい顧客争奪戦を勝ち抜き、2008年度の百貨店店舗別売上高ランキングで伊勢丹新宿本店の約2460.03億円と小田急百貨店新宿店の約1047.84億円に次ぐ約926.34億円で新宿地区で3位となり、高島屋新宿店を上回る売上を上げた。

### リーマンショック後
リーマンショック後に発生した消費不況を受けて、2009年度から約15億円を投じて行う予定をしていた新宿店レストラン街の全面改装を中止したが、他店に比べて早くから年齢の高い客層に特化した戦略を採ってきた影響で顧客の中心となる年齢層が高齢化し過ぎて消費意欲が衰えがちとなる70代以上が多くなってしまったことから、40～50代を取り込んで顧客の年齢層を引き下げて45～69歳の顧客の構成比を従来の約30%から2012年度中に約40%に引上げることを目指す方針を掲げた。この方針に沿って多くのことに興味・関心を持ち、自分らしい個性を重視する傾向にある40～50代を取り込む戦略として売り場をブランド別から「ファッション」「美・健康」「食」「趣味」「暮らし」の6つを中心とする生活場面別に衣料品や生活雑貨、キッチン用品などを編集したライフスタイル提案型に切替えて展開するほか、この世代向けに旬の雑貨や衣料品などを提案する「こだわりコレクション」を展開するなど新商材の導入や売場の改装を進めていくことにしている。
近年の百貨店不況や東日本大震災の影響などもあり、2011年度の売上高は前年比4.4%減の798億円に落ち込んでいる。
新宿店は新宿グランドターミナルの再編事業の一つである新宿駅西南口地区開発事業により、ルミネ1とともに解体される予定となっている。着工時期は未定。なお、再開発後の新ビルに京王百貨店が再度入店するかは未定となっている。

## 季節の催事
1966年（昭和41年）から毎年1月に行っている「元祖有名駅弁と全国うまいもの大会」は全国各地の駅弁を集めるだけでなく「駅弁対決」から「廃線駅弁の復刻」や「海外の駅弁」などの企画も行って人気を博し、2000年（平成12年）に売上5億円を突破して2010年（平成22年）に7億円の大台に乗せるなど年々規模が拡大し、2010年（平成22年）には約42.6万個を販売して売上高約7.11億円を上げる一大イベントとなり、「駅弁の甲子園」と呼ばれている。
また、夏には屋上で「京王アサヒスカイビアガーデン」も開催している。